# پایانه (فیلم ۲۰۱۵)
پایانه (به انگلیسی: Terminus) فیلمی علمی تخیلی ساخت شرکت‌های فیلم سازی استرالیا به مدت ۹۴ دقیقه است.

## داستان
رخ دادن یک سانحهٔ نزدیک به مرگ برای مردی به نام دیوید چمبرلین، باعث کشف یک راز بی‌سابقه می‌شود که نه تنها سرنوشت خانواده اش را تعیین می‌کند، بلکه سرنوشت نوع بشر را نیز رقم می‌زند.